# Stupkaiella kincaidi
Stupkaiella kincaidi är en tvåvingeart som först beskrevs av Quate 1955.  Stupkaiella kincaidi ingår i släktet Stupkaiella och familjen fjärilsmyggor. Inga underarter finns listade i Catalogue of Life.